# Bright Tomorrow (album)
Pour les articles homonymes, voir Bright Tomorrow.
Singles
1. Time After Time
Sortie : 23 février 2000
2. Your Song
Sortie : 8 novembre 2000
3. Is This Love
Sortie : 7 février 2001

 Bright Tomorrow  est le premier (et unique) album du groupe féminin de J-pop EARTH, sorti le 28 mars 2001 au Japon sur le label Sonic Groove. Il atteint la 12e place du classement Oricon, et reste classé pendant cinq semaines.
Il contient trois titres déjà parus en "face A" des singles du groupe sortis précédemment, Time After Time, Your Song, et Is This Love, mais pas la version remixée du single Time After Time: Hip Hop Soul Version.

## Liste des titres
1. History of us
2. Boys Like That
3. I'm Happy We Me
4. Hane (羽根?)
5. Wedding Road
6. wonderful world
7. Is This Love
8. For No Reason
9. Your song
10. My bright tomorrow
11. time after time
12. Is This Love -stay real to groove mix-